# Shlomo Katz
Shlomo Katz (ur. 1937 w Łodzi, zm. marzec 1992 w Izraelu) – izraelski malarz.
Urodził się w rodzinie polskich Żydów, którzy przeżyli II wojnę światową i w 1945 wyemigrowali do Izraela. Osiedlili się w kibucu Miszmar ha-Emek, gdzie Shlomo uczęszczał do szkoły i tam odkryto jego talent plastyczny. Po ukończeniu szkoły średniej wyjechał do Paryża, gdzie studiował malarstwo w École nationale supérieure des beaux-arts. Tworzył na metalowym podłożu w technice olejnej przypominającej tworzenie starożytnych ikon i perskich miniatur, stosując bogate liczne złocenia. Na początku lat 70. XX wieku przebywał w Kanadzie i Stanach Zjednoczonych, gdzie jego technika malarska zwróciła uwagę krytyków sztuki. Shlomo Katz doskonalił swój warsztat i stosowane techniki, sięgnął po tematykę współczesną, nadając jej lekko humorystyczny, ale szlachetny charakter. W 1985 zaproszony przez Fundację Falcon ponownie wyjechał do Stanów Zjednoczonych, gdzie dla kaplicy United States Air Force Academy w Colorado Springs, w stanie Kolorado stworzył dziewięć dużych malowideł. Na początku 1992 wyjechał do Japonii, gdzie jego prace eksponowano w siedmiu miastach. Powrócił do Izraela w marcu tego samego roku, zmarł nagle kilka dni później.